# Due Giorni Marchigiana
El Due Giorni Marchigiana era una competició ciclista resultat de la suma de les classificacions per punts a les dues proves que la conformaven: el Trofeu Ciutat de Castelfidardo i el Gran Premi Fred Mengoni.
Les dues curses es disputaven a Castelfidardo a la Província d'Ancona (Marques), i es va atorgar de 2001 a 2006.

## Palmarès
| Any  | Vencedor GP Fred Mengoni | Vencedor Trofeu Ciutat de Castelfidardo | Vencedor Due Giorni Marchigiana |
| 2001 | Fabio Bulgarelli         | Bostjan Mervar                          | Dmitri Gainitdinov              |
| 2002 | Danilo Di Luca           | Fabio Sacchi                            | Eddy Ratti                      |
| 2003 | Alessio Galletti         | Michele Gobbi                           | Alessio Galletti                |
| 2004 | Damiano Cunego           | Emanuele Sella                          | Damiano Cunego                  |
| 2005 | Luca Mazzanti            | Murilo Fischer                          | Luca Mazzanti                   |
| 2006 | Andrea Tonti             | Paolo Bossoni                           | Andrea Tonti                    |